# نادي غواراني (الباراغواي)
نادي غواراني (بالإسبانية: Club Guaraní)‏ هو ناد كرة قدم باراغواياني أٌسس عام 1903. يلعب النادي في الدوري الباراغواياني لكرة القدم.